# さっぽろホワイトイルミネーション
さっぽろホワイトイルミネーションは、北海道札幌市の大通公園、駅前通、南1条通にて1981年（昭和56年）より11月下旬から2月中旬に開催されるイベント。
本項目では、大通公園2丁目会場他にて、11月下旬から12月24日（クリスマス・イブ）にかけて開催される、ミュンヘン・クリスマス市 in Sapporoについても説明する。

## 概要
札幌市の観光は、主に春・夏季に巡る札幌市時計台・大通公園・さっぽろテレビ塔などの観光スポット巡りと冬季の1950年（昭和25年）より開会されたさっぽろ雪まつりが中心であった。そのようなイメージを払拭し、四季折々の札幌市を伝え、かつさっぽろ雪まつりへと繋ぐための晩秋・初冬のイベントとして、開始された。
1981年（昭和56年）12月12日、「ホワイトイルミネーションさっぽろプラザ」の名称にて大通公園の2丁目を会場として、装飾されたイルミネーションに取り付けられた1048個の電球が点灯し開幕した。その後、会場の規模を徐々に拡大させ、現在は、大通公園（1丁目から12丁目）、札幌駅前通（北5条から南4条）、南1条通（西1丁目から西3丁目）で開催される。

## 運営
- 主催：札幌市・社団法人札幌観光協会・札幌商工会議所
- 所管：さっぽろホワイトイルミネーション実行委員会
- 後援：北海道・社団法人北海道観光振興機構・北海道新聞社・朝日新聞北海道支社・毎日新聞北海道支社・読売新聞北海道支社・日本経済新聞社・報知新聞社・北海道日刊スポーツ新聞社・道新スポーツ・スポーツニッポン・NHK札幌放送局・HBC・STV・HTB・UHB・TVh・AIR-G'・J:COM札幌
- 協力：北海道電力・日本航空・全日本空輸・JR北海道・日本旅行業協会・札幌四番街商店街振興組合

## 開催会場

会場の位置
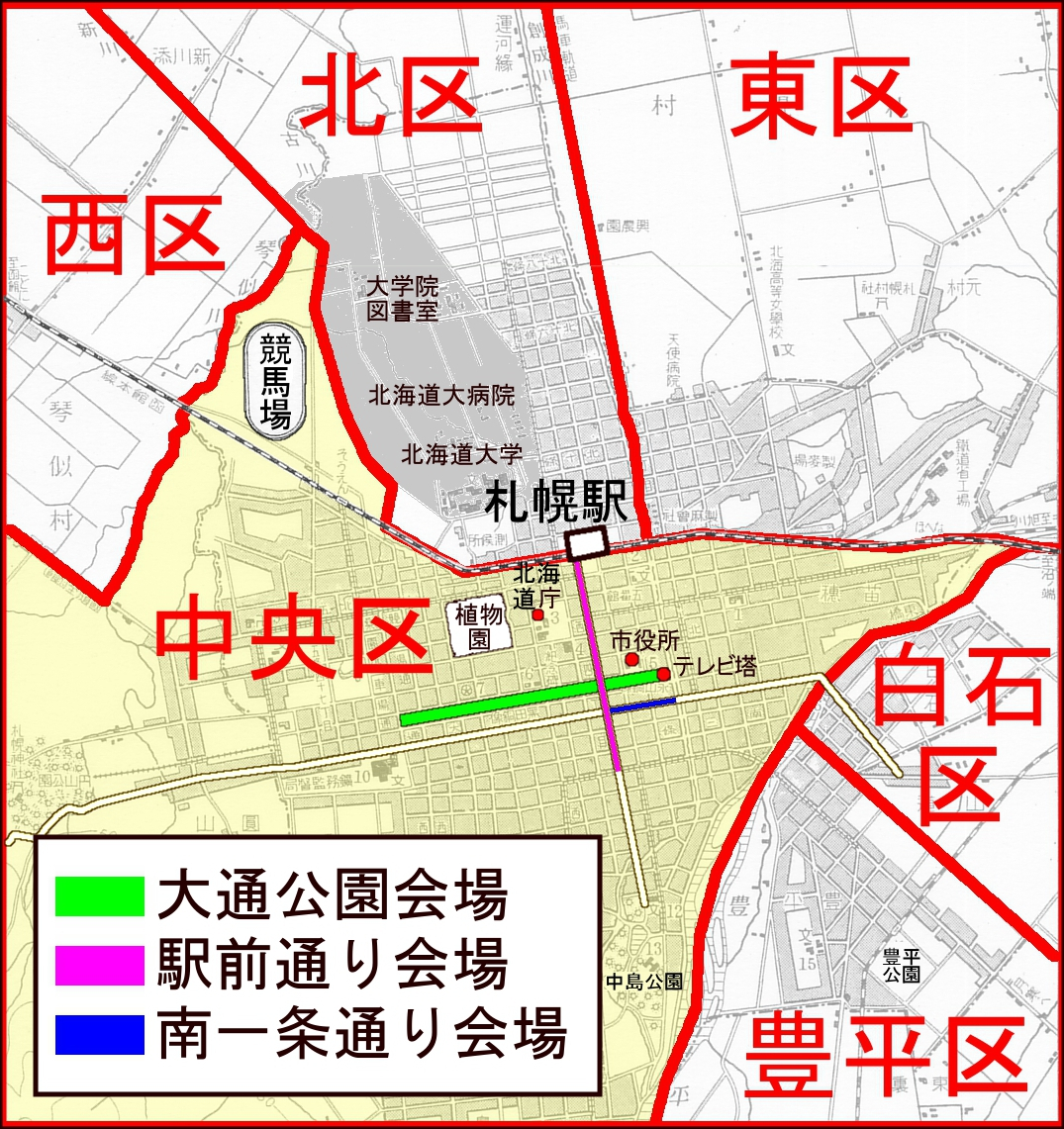
ホワイトイルミネーションの会場
札幌市中央区の位置

### 大通会場
大通公園（1丁目から12丁目）で開催される会場。1丁目会場では、11月下旬から2月11日（または2月12日）、さっぽろ雪まつり最終日までの約2か月半開催。2008年は、雪まつり後の3月31日まで開催されていた。2丁目から12丁目会場は、11月下旬から12月25日までの約4週間開催される。約1か月しか開催されないが、これは2月5日-11日（または2月6日-12日）にさっぽろ雪まつりの大通会場として開催されることに伴う撤去・準備期間となるためである。
- アクセス：札幌市営地下鉄（大通駅・西11丁目駅）

#### 1丁目会場
- 愛のツリーSAPPORO会場

愛のツリーSAPPORO（あいのツリーサッポロ）は、1丁目（さっぽろテレビ塔前広場）にて通年開催される協賛イベント。協賛イベントとしては、2002年より開始。単独としては、1988年から開催されている。2009年（第29回）より正式会場「愛のツリーSAPPORO会場」となった。
「愛のツリー」とは、さっぽろテレビ塔前広場に設置されている3本の赤蝦夷松。1988年に、広尾町より贈られた2本を植樹し、その樹木にイルミネーション用の電球を装飾したのがはじまり。2002年に1本を追加植樹。2008年には、電球からLEDに変更された。イルミネーションは、さっぽろテレビ塔展望台から望むとハート型「♡」に装飾されている。

#### 2丁目会場
- ミュンヘン・クリスマス市 in Sapporo

ミュンヘン・クリスマス市は、11月28日から12月24日まで開催されるクリスマスマーケット。ドイツ・ミュンヘンの姉妹都市提携がきっかけにより2002年より毎年開催される協賛イベント。主にドイツの伝統料理・菓子・ケーキ類・土産物などを扱うが、長らくエカテリンブルク出身者によるロシアからの出店も定着・恒例化しており、2012年度からはリトアニアからの出店やインドからの出店（いずれもクリスマス風にアレンジ）が登場している。

### 駅前通会場
札幌駅前通の北5条（JR札幌駅）から南4条（すすきの）までの街路樹・中央分離帯にある樹木に装飾が施される。開催期間は、11月下旬から2月11日（または2月12日）、さっぽろ雪まつり最終日までの約2か月半。
- アクセス：JR（札幌駅）・札幌市営地下鉄（さっぽろ駅・大通駅・すすきの駅）

### 南1条通会場
南1条通(札幌一番街)の西1丁目から西3丁目のイチョウ並木に装飾が施される。開催期間は、11月下旬から2月14日、バレンタインデーまでの約80日間。
- アクセス：札幌市営地下鉄（大通駅）

## 点灯式・点灯時間
現在の点灯式の時刻は、16:30。点灯時間は、16:30-22:30まで。クリスマス期間中（12月23-25日）のみ24:00まで点灯する。因みにコンピュータ制御でおこなわれているため、点灯時間が終了の時刻になると、灯りが一斉に消える。因みに、2006年までの点灯時間は、16:00-22:00（12月31日24:00）であった。

## 歴史
- 1981年 - 大通公園（2丁目）で初開催。
- 1985年 - 自治省「都市景観賞」・札幌市「都市景観賞」を受賞。
- 1986年 - 駅前通会場を新設。南大通〜南4条で開催。
- 1988年 - 駅前通会場の増設。現在の駅前通会場の規模となる。
- 1992年 - 大通会場の増設。現在の大通会場の規模となる。
- 1996年 - 社団法人日本建築美術工芸協会「日本建築美術工芸協会特別賞」を受賞。

## コラボレートイベント
以前は、エレクトーン奏者でのイベント・演奏会を行っていたが、2008年、札幌交響楽団コンサートマスターのヴァイオリン奏者大平まゆみが。コラボレートミュージックとして選出され、エレクトーン奏者とのコラボ演奏を披露。2009年にさっぽろホワイトイルミネーション「ミュージックアンバサダー」に就任。2009年よりコラボレートソング企画として大通公園会場・イベント会場での楽曲の放送・ライブが実施される。また、コラボレートライブイベントが別会場にて開催される。

### コラボレート一覧
2008年：コラボレートミュージック
- 『From MY Heart〜心から〜』大平まゆみ

2009年：コラボレートソング
- 『再生』柴咲コウ
- 『Fallin' Snow』momonaki

2009年：コラボレートソング X'mas SPECIAL MUSIC GIFT
- 「Fallin' Snow - X'mas version -」momoko（momonaki）×大平まゆみ
- 「SABUI」韻牙ランド feat.NOBUYA（Mosh Under The Sun） HIDEMI（RAIKO）
- 「Happy Xmas (War Is Over)」エリック・マーティン Duet 福原美穂）

### コラボレートライブイベント
エアジーワークスのWEBコンテンツ（Mono Globe）とのコラボ企画のイベント別会場にて開催される。
- さっぽろイルミネーション : DJ TAMA a.k.a. SPC FINEST、韻牙ランド、momonakiコラボレートソングス ライブ（2009年12月22日、Apple Store札幌）